# Mihai Antonescu
Pour les articles homonymes, voir Antonescu.
Mihai Antonescu, né le 18 novembre 1904 à Nucet et mort le 1er juin 1946 à Jilava, est un avocat et homme politique roumain. Il est vice-président du Conseil de la Roumanie fasciste de 1941 à 1944, dans le gouvernement dirigé par le maréchal Antonescu. 
Les deux Antonescu étaient des homonymes sans lien de parenté. Le terme de « régime Antonescu », utilisé pour désigner le régime politique de la Roumanie durant cette période, leur fait collectivement référence.

## Biographie
Né à Nucet, dans le județ de Dâmbovița, il suit des études de droit à l'université de Bucarest et devient avocat. Membre du Parti national libéral dans les années 1930, il abandonne les valeurs de la démocratie parlementaire pendant la dictature carliste pour devenir en septembre 1940 ministre de la Justice, et en juin 1941 ministre de la Propagande dans le gouvernement de Ion Antonescu où il applique la censure et diffuse le discours antisémite de ce régime de type fasciste.
En janvier 1941, après la répression par Ion Antonescu de ses alliés de la Garde de fer, Mihai Antonescu est nommé vice-premier ministre, en remplacement du chef de la garde Horia Sima. Ion Antonescu se concentrant essentiellement sur les affaires militaires, Mihai Antonescu s'occupe des affaires intérieures, renforçant des liens avec l'Allemagne nazie et procédant à la déportation des Juifs. En Transnistrie roumaine, il laisse les nazis (Einsatzgruppe D) massacrer les Juifs ukrainiens, mais tient à ce que la Roumanie endosse elle-même cette responsabilité vis-à-vis des Juifs roumains avant 1940, tant en Transnistrie qu'en Bessarabie et en Bucovine,. À compter du 1er janvier 1943, il assume également le poste de ministre des Affaires étrangères.
À partir de la défaite de l'Axe lors de la bataille de Stalingrad, Mihai Antonescu cesse de croire à la victoire allemande et tente de renouer des relations entre la Roumanie et les Alliés ; il limite ou stoppe les déportations de Juifs et laisse les organisations humanitaires (Croix-Rouge roumaine (en)) ou sioniste (Aliya, dirigée par Eigen Meissner et Samuel Leibovici) ravitailler les déportés.
Le 23 août 1944, un coup d'État dans lequel est impliqué le roi Michel Ier renverse le régime, et Mihai Antonescu est arrêté. Le 6 mars 1945, à la demande des Soviétiques, il est transféré à Moscou, en même temps que son homonyme Ion Antonescu. Les deux sont longuement interrogés par le NKVD, qui ne les maltraite pas, pour recueillir un maximum d'informations sur l'attitude des divers acteurs du pouvoir en Roumanie avant et pendant la guerre, ce qui sera utile au Parti communiste roumain et à la Securitate pour mener à bien l'épuration après-guerre,. 
Après la Seconde Guerre mondiale, comme son homonyme, il est ramené en Roumanie et traduit devant le « tribunal du peuple » de Bucarest qui le condamne à mort le 17 mai 1946 pour « crimes contre la paix, contre le peuple roumain, les peuples de la Russie soviétique, les Juifs, les gitans et autres crimes de guerre », plus précisément pour avoir provoqué la mort de 500 000 militaires et civils dans la guerre et pour la déportation ou l'exécution de près de 300 000 juifs roumains ou ukrainiens et 15 000 gitans. Il est fusillé le 1er juin suivant, en même temps qu'Ion Antonescu, que le général de gendarmerie Constantin Z. Vasiliu (ro), ex-sous-secrétaire d'État et que l'ex-gouverneur de Transnistrie Gheorghe Alexianu,.